# Vitex rotundifolia
Vitex rotundifolia är en kransblommig växtart som beskrevs av Carl von Linné d.y.. Vitex rotundifolia ingår i släktet Vitex och familjen kransblommiga växter. Inga underarter finns listade i Catalogue of Life.

## Bildgalleri

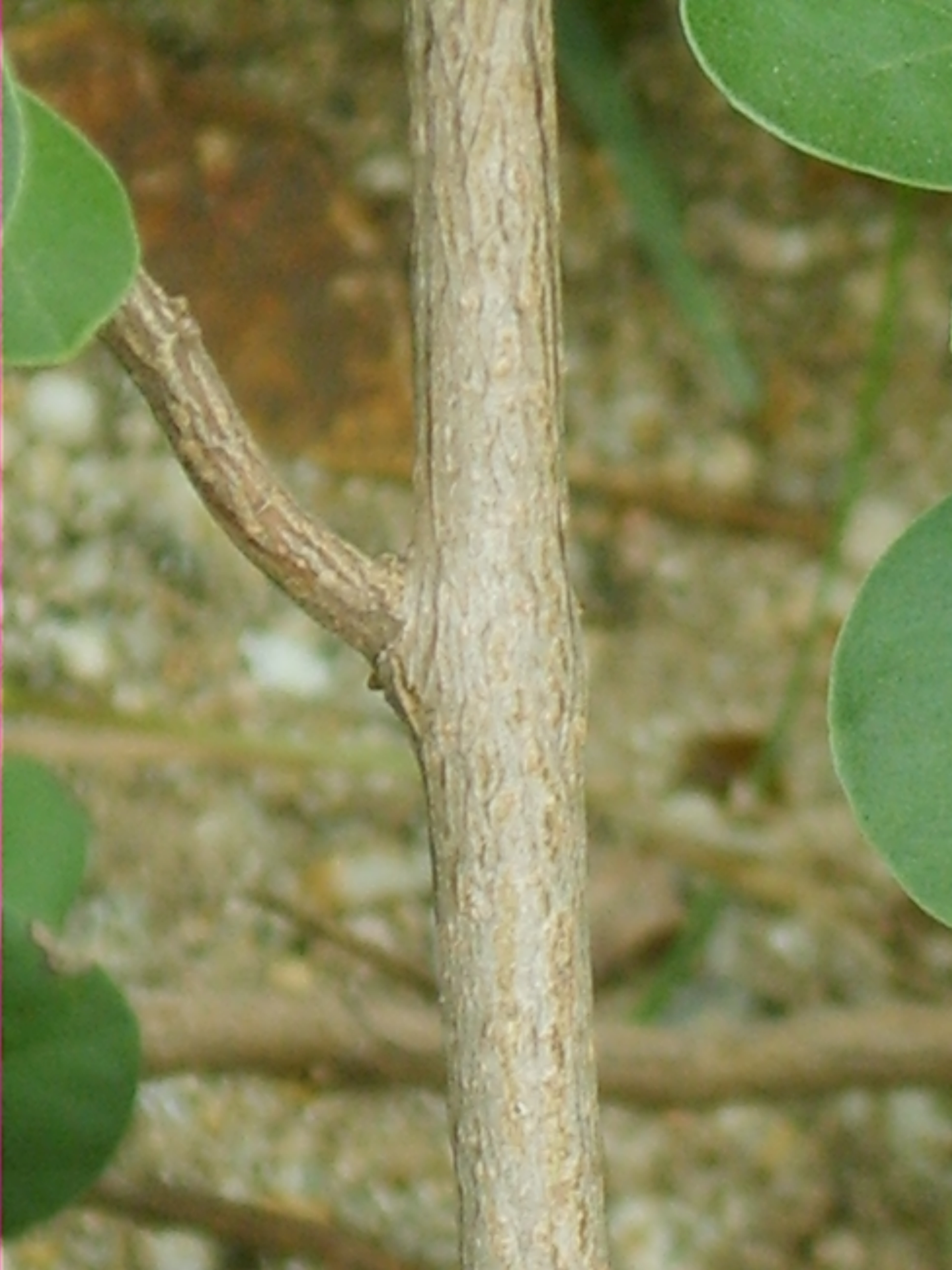
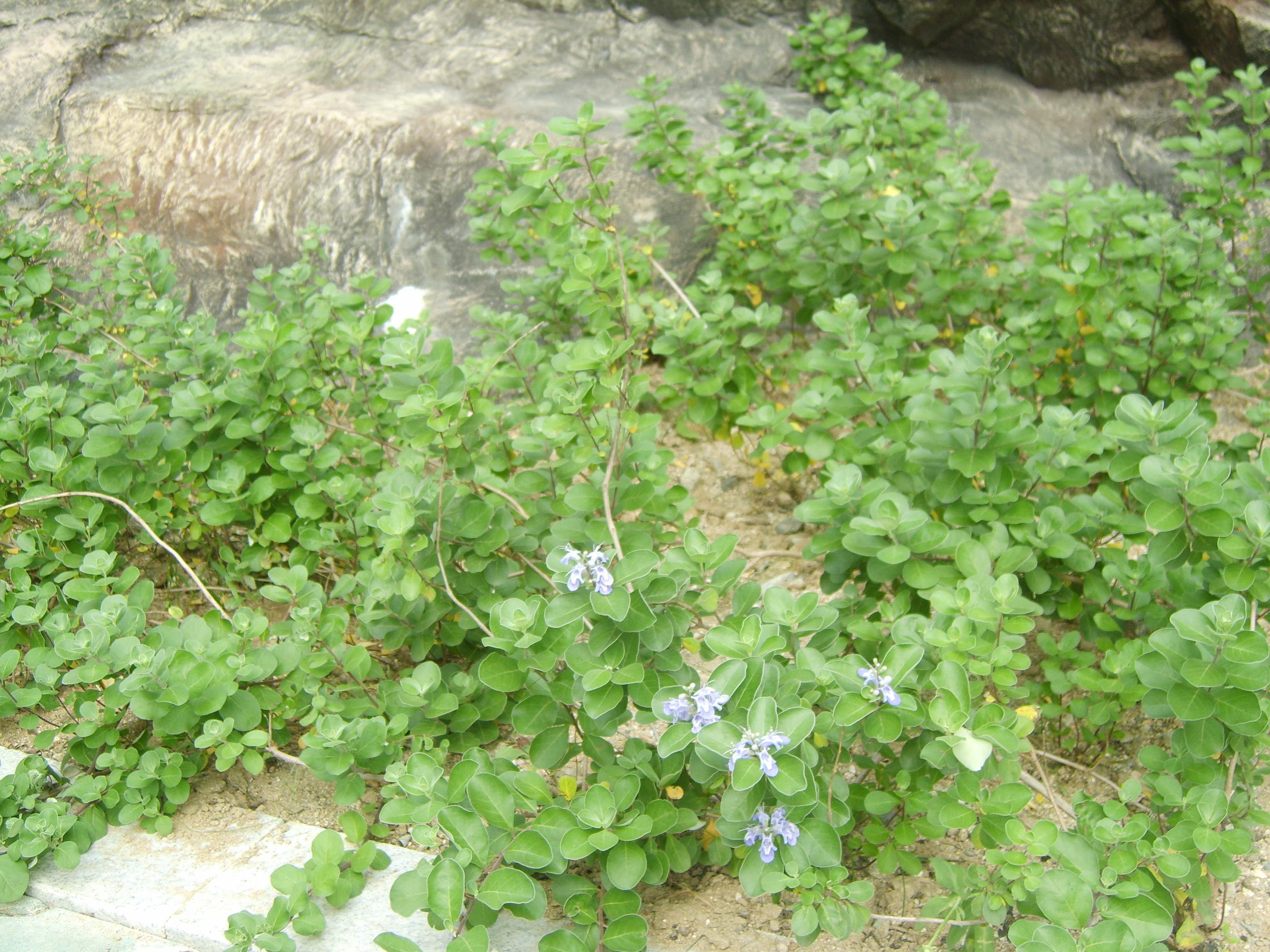
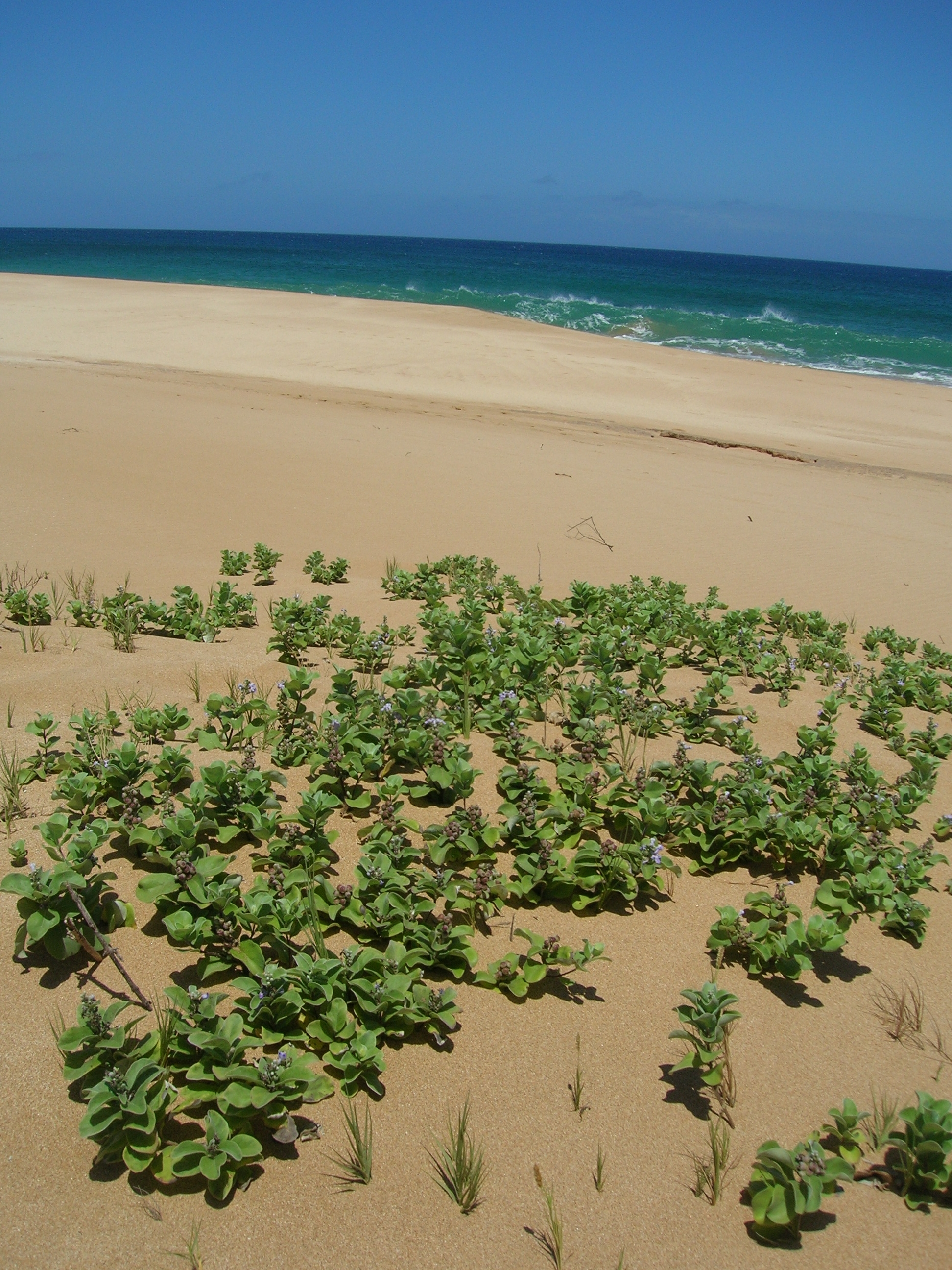